# 孔戈河
孔戈河（西班牙語：Rio Congo）是巴拿马的一条河流，注入太平洋。